# St. Agatha (Bilstein)

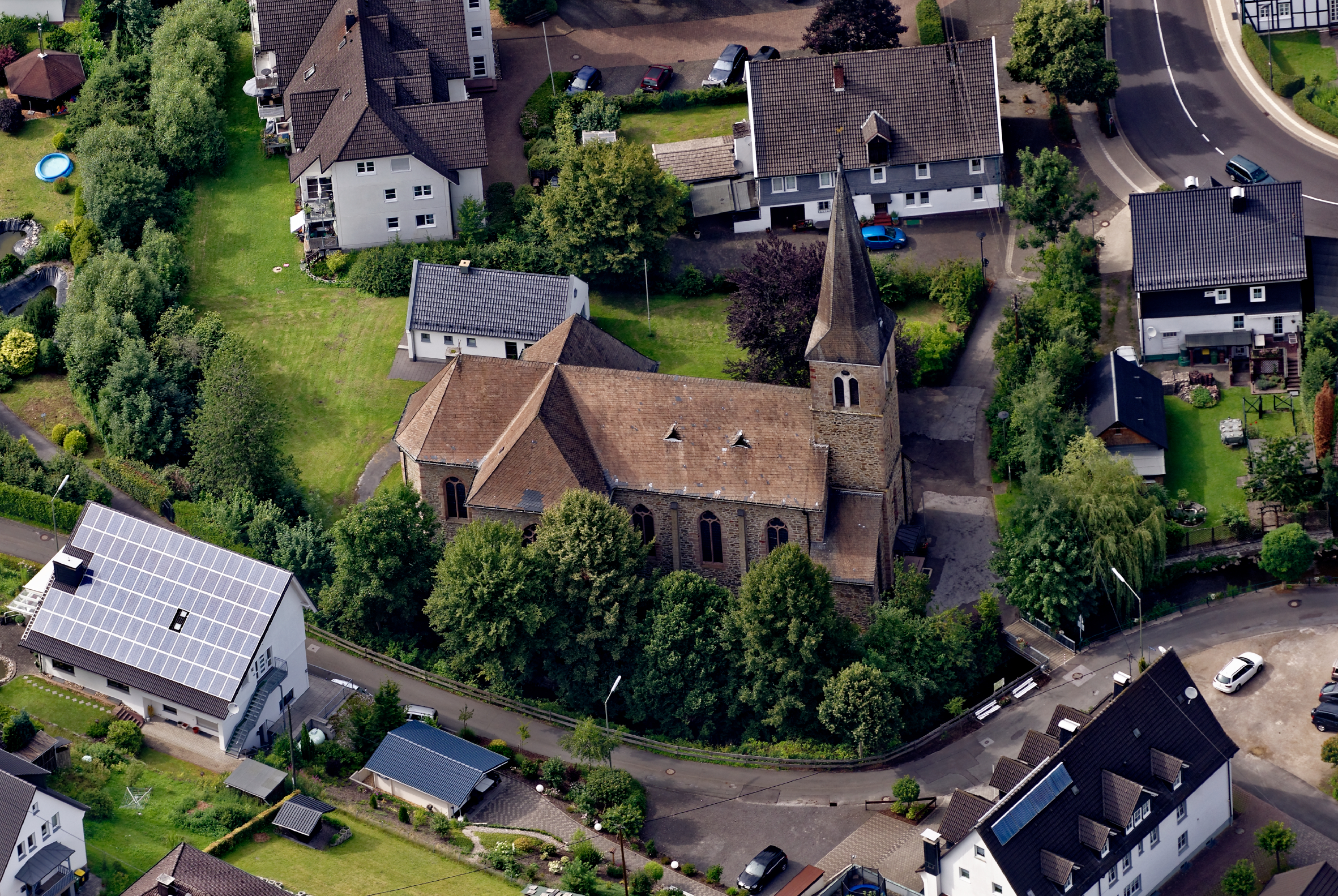
Luftbild der Kirche

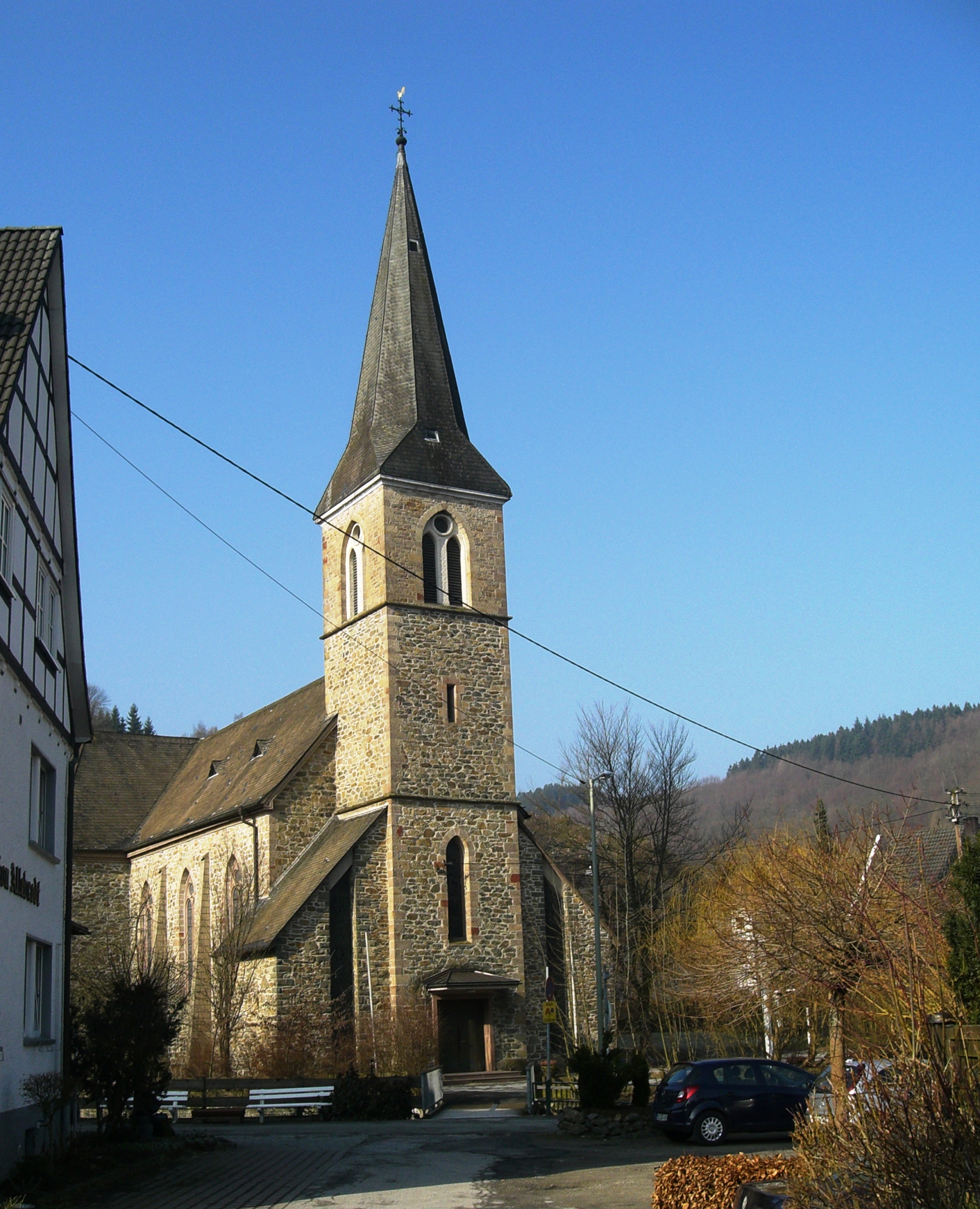
St. Agatha Bilstein

St. Agatha ist ein römisch-katholisches Kirchengebäude in Bilstein, einem Stadtteil von Lennestadt im nordrhein-westfälischen Kreis Olpe.
Eine Ortskapelle scheint Bilstein seit dem Ende des 14. Jahrhunderts besessen zu haben, ebenso eine auf der Burg Bilstein, die auch der Bürgerschaft offen stand.
Die jetzige Kirche wurde am 28. September 1878 durch den Weihbischof Joseph Freusberg der hl. Agatha geweiht. Die Errichtung der neuen Kirche wurde durch eine großzügige Spende des aus Bilstein stammenden Weihbischofs angeregt. Eine Erweiterung der Kirche wurde in den Jahren von 1947 bis 1950 nötig. Das äußere Erscheinungsbild des Langhauses ist geprägt durch ein filigran ausgeführtes Bruchsteinmauerwerk und einen Chorraum im neugotischen Stil. Den Mittelpunkt des Altarraumes bildet ein mit Bergkristall verziertes schweres Bronzekreuz.
Die Pfarrgemeinde St. Agatha Bilstein gehört zum Pastoralverbund Lennestadt im Dekanat Südsauerland des Erzbistums Paderborn.